# Cantón de Anglès
El cantón de Anglès era una división administrativa francesa, que estaba situada en el departamento de Tarn y la región de Mediodía-Pirineos.

## Composición
El cantón estaba formado por tres comunas:
- Anglès
- Lamontélarié
- Lasfaillades

## Supresión del cantón de Anglès
En aplicación del Decreto n.º 2014-170 de 17 de febrero de 2014, el cantón de Anglès fue suprimido el 22 de marzo de 2015 y sus 3 comunas pasaron a formar parte del nuevo cantón de Las Altas Tierras de Oc.